# Championnat d'Amérique du Sud masculin de volley-ball 1981
Le 14e championnat d'Amérique du Sud de volley-ball masculin s'est déroulé en 1981 à Santiago du Chili ( Chili).

## Classement final
| Place              | Équipe    |
| ------------------ | --------- |
| Médaille d'or      | Brésil    |
| Médaille d'argent  | Argentine |
| Médaille de bronze | Chili     |
| 4                  | Venezuela |
| 5                  | Uruguay   |
| 6                  | Paraguay  |